# 周瀹
周瀹（15世紀—16世紀），字通叔，廣東廣州府增城縣龜峯舖人，明朝政治人物。

## 生平
周瀹是嘉靖二十二年（1543年）癸卯科廣東鄉試舉人，授永春教諭，任應天鄉試同考官，三十四年（1555年）陞東明知縣，他高尚純潔，由登科至罷官家居未曾謁見官府，為縉紳難以做到之事。

## 引用
1. 1 2  民國《增城縣志·卷十九·人物二》：周瀹，字通叔，龜峯舖人，通敏好博覽，而尤邃於禮，中嘉靖癸卯舉人，署永春教諭，充應天鄉試同考官，擢東明知縣，修潔自好，自登賢書至罷官家居未嘗一干有司，為縉紳所難。其子弟並治禮經有聲，長子校亦以禮經應試中辛酉舉人……